# Mare interioară

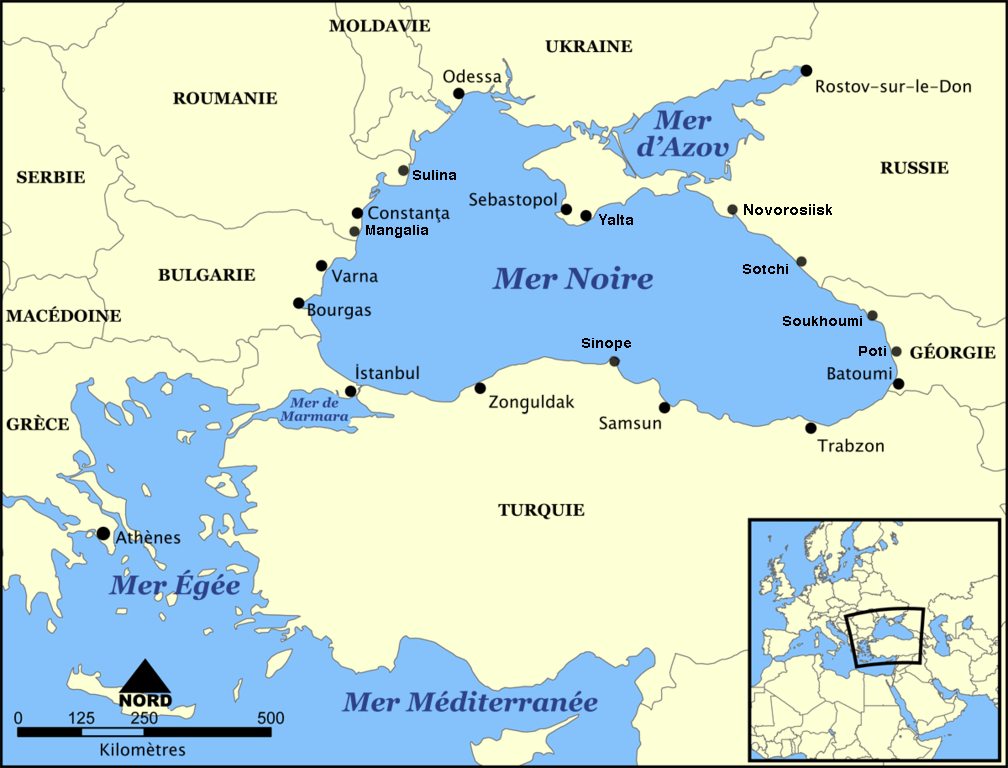
Marea Neagră este o mare interioară.

O mare interioară este o mare care, fiind inclavată în întregime în interiorul uscatului, nu comunică cu niciun ocean, dar comunică cu o altă mare. De exemplu, Marea Baltică comunică cu Marea Nordului, iar Marea Adriatică cu Marea Mediterană. Mările interioare sunt adesea mări mediteraneene.
În dreptul maritim, adesea se numesc mări interioare apele interioare care sunt cuprinse de linia de bază.